# Велика харта на свободите
Великата харта на свободите, наричана също Магна харта (от латински: Magna Carta Libertatum), е акт, подписан от английския крал Джон Безземни на 15 юни 1215 г.
С хартата се гарантират и защитават правата и интересите на феодалната аристокрация, бароните, църквата и гражданите от действията на кралската власт. Това е първият документ в английската история, който ограничава кралската власт, и представлява началото на демократичното конституционно право. С Магна харта започва процес, довел до Закон за правата от 1689 г. (Bill of Rights) и началото на конституционната монархия в Англия.
Първоначално Великата харта е написана на латински език без подразделения на статии. Тя е преиздавана многократно (1216, 1217, 1225 г.).
Подписването на Магна харта става в резултат от поражението на краля в борбата с въстанието на бароните, недоволни от нарастването на кралската власт и от неуспеха на владетеля в битката при Бувин (1214 г.), която струва на английските благородници повечето им владения във Франция. Във въстанието участват и други слоеве на обществото: рицари и граждани, възпротивили се главно на увеличението на налозите и вътрешната политика на краля.
По своята същност хартата представлява договор на краля с английските барони и гарантира съблюдаване на определени права и привилегии на свободните съсловия: църквата, бароните и търговците. Хартата е част от традицията на феодални договори, чрез които кралят дарява феодалите с права и привилегии.
Великата харта е анулирана от Джон Безземни още в годината, в която е подписана, но впоследствие е потвърдена от кралете Хенри III, Едуард I и Едуард II. По времето на Хенри III са приети т.нар. Оксфордски условия, които въвеждат допълнителни ограничения на кралската власт.
Великата харта е почти забравена през XV и XVI в., но изиграва значителна роля в Английската революция, където е използвана от парламентарната опозиция, за да обоснове правото да се контролират действията на краля.

## Копия
Оригиналът на подписаната през 1215 г. Велика харта не се е запазил. До наши дни са достигнали четири копия на хартата, които към 2013 г. се пазят във Великобритания: две – в Британската библиотека, едно – в катедралата в град Линкълн, още едно – в катедралата в град Солзбъри, което е най-добре запазеното. В други държави са били запазени още тринайсет копия, в т.ч. четири много ранни – датирани от 1297 г.
През 1952 г. правителството на Австралия купува за 12 500 фунта стерлинги едно от копията от 1297 г., което оттогава се пази в сградата на Парламента на Австралия в Канбера.
През септември 1984 г. Рос Перо купува друго копие от 1297 г., което сега се пази в Националния архив във Вашингтон, заедно с Декларацията за независимостта и Конституцията на САЩ.
През 2015 г. оцелелите четири копия на Хартата са събрани за първи път в историята на едно място – в Британската библиотека в Лондон. Това отбелязва началото на тържествата по случай осемстотингодишнината от подписването на важния документ.